# Helium Vola
Helium Vola (произносится [хе́лиум во́ла]) — немецкий «электро-средневековый» музыкальный проект, созданный Эрнстом Хорном после ухода из группы «Qntal». Как и «Qntal», «Helium Vola» использует соединение средневековых текстов и современной электронной музыки.

## История
Для участия в проекте Эрнст Хорн пригласил вокалистку Аугсбурского ансамбля старинной музыки Сабину Лютценбергер. Первый альбом вышел в 2001 году и посвящён погибшим морякам подводной лодки «Курск». Второй, «Liod», был выпущен в 2004 году, в основу его концепции положена судьба женщины в Средневековье. Третий альбом вышел на двух дисках 27 марта 2009 года.

## Название
Название «Helium Vola» образовано от латинских слов: helium — гелий (от греческого helios — солнце) и vola — «лети́». Столь необычное название участники группы объясняют тем, что гелий, второй по распространённости элемент во Вселенной (после водорода) имеет много общего с музыкой: он обладает сверхтекучестью и может проникать в самые маленькие отверстия; а второе слово (лети!) связывают с тем, что, благодаря гелию, люди могут летать (гелий применяют для наполнения воздушных шаров).

## Музыканты
- Эрнст Хорн (нем. Ernst Horn)
- Сабина Лютценбергер (нем. Sabine Lutzenberger) (Аугсбурский ансамбль старинной музыки) — вокал

## Дискография

### Альбомы
- Helium Vola (2001)
- Liod (2004)
- Für Euch, die Ihr liebt (2009)
- Wohin? (2013)

### Синглы
- Omnis Mundi Creatura (2001)
- Veni Veni (2004)
- In lichter Farbe steht der Wald (2004)